# 莫儼皐
莫儼臯（？—？），字公谟，号庚賡，南直隶松江府华亭县（今属上海市）人。明末政治人物。

## 生平
万历四十三年（1615年）乙卯科應天鄉試舉人，四十四年（1616年）联捷丙辰科进士。大理寺觀政，四十六年授中书舍人，天啓二年十二月行取，三年升礼部儀制司主事，六年升员外郎，升精膳司郎中，七年外任福建参政，崇祯元年加升按察使，三年升山东右布政使，六年升江西左布政使，七年調山西左布政使，歷浙江、江西、四川左布政使。

## 家族
曾祖莫如德。祖父莫是鰲，廪生。父莫天兵，任胙城知縣。